# Contre-jour (roman)
Contre-jour (en version originale, Against the Day) est le sixième roman de l'écrivain américain Thomas Pynchon, publié aux États-Unis en 2006 et en France en 2008.